# Elezioni europee del 2024 a Cipro
Le elezioni europee del 2024 a Cipro si sono tenute domenica 9 giugno per eleggere i 6 membri del Parlamento europeo spettanti a Cipro.

## Sistema elettorale
Per le elezioni europee, la legge elettorale cipriota prevede l’applicazione, in un'unica circoscrizione nazionale, di un sistema elettorale a base proporzionale con liste aperte ed una soglia di sbarramento all’1,8% (sebbene durante le operazioni di assegnazione, un seggio è assegnato, in media, al raggiungimento del ~16,66%).
Le preferenze sono in seguito tradotte in seggi secondo il metodo Hare-Niemeyer.
Tutte le persone che hanno la cittadinanza cipriota ed una residenza principale a Cipro, i cittadini ciprioti senza residenza a Cipro (c.d. “ciprioti all'estero”) e altri cittadini dell'Unione (se la loro residenza principale è a Cipro) hanno diritto di voto alle elezioni europee nel paese.
L’esercizio attivo del diritto è ammesso dai 18 anni in su, compresi coloro che compiono tale età entro il giorno delle elezioni, al più tardi, e solamente se si è registrati nel registro degli elettori di un comune cipriota alla data di scadenza. 
L’esercizio del diritto di candidarsi è ammesso per tutte le persone che hanno diritto di voto e hanno raggiunto l'età di 21 anni il giorno delle elezioni.
Non è ammesso il voto per posta, né il voto per procura o il voto elettronico. Non è disposto alcun obbligo di voto.

## Risultati
| Liste           | Liste                                                           | Partito Europeo | Gruppo          | Voti    | %     | Seggi |
| --------------- | --------------------------------------------------------------- | --------------- | --------------- | ------- | ----- | ----- |
|                 | Raggruppamento Democratico (DISY)                               | PPE             | PPE             | 91.316  | 24,78 | 2     |
|                 | Partito Progressista dei Lavoratori (AKEL)                      | SE (obs)        | GUE/NGL         | 79.163  | 21,49 | 1     |
|                 | Fidias Panayiotou - Indipendente (IND)                          | –               | NI              | 71.330  | 19,36 | 1     |
|                 | Fronte Popolare Nazionale (ΕLAM)                                | –               | ECR             | 41.215  | 11,19 | 1     |
|                 | Partito Democratico (DIKO)                                      | –               | S&D             | 35.815  | 9,72  | 1     |
|                 | Movimento dei Socialdemocratici - EDEK (EDEK)                   | PSE             | –               | 18.681  | 5,07  | –     |
|                 | Volt Cipro (VOLT-CY)                                            | Volt            | –               | 10.777  | 2,92  | –     |
|                 | Schieramento Democratico (DP)                                   | ALDE            | –               | 7.988   | 2,17  | –     |
|                 | Movimento degli Ecologisti - Cooperazione dei Cittadini (KO-SP) | PVE             | –               | 4.742   | 1,29  | –     |
|                 | Altri (<1,25%)                                                  | –               | –               | 7.428   | 2,02  | –     |
| Totale          | Totale                                                          | Totale          | Totale          | 368.455 | 100   | 6     |
| Voti non validi | Voti non validi                                                 | Voti non validi | Voti non validi | 33.821  | 8,41  |       |
| Votanti         | Votanti                                                         | Votanti         | Votanti         | 402.276 | 58,86 |       |
| Elettori        | Elettori                                                        | Elettori        | Elettori        | 683.432 |       |       |